# Distretto di Si Racha
Il distretto di Si Racha (in thailandese: ศรีราชา) è un distretto (amphoe) della Thailandia, situato nella provincia di Chonburi.